# 加護坊桜まつり
加護坊桜まつり（かごぼうさくらまつり）は、宮城県大崎市で開催される祭りのひとつである春祭り。

## 概要
中腹から山頂にかけて、約2000本の桜 が咲き乱れる加護坊山で開催される。大崎平野の東部に位置する加護坊山は標高223mながら、ドーム型をした山頂部には視界を遮るものがほとんどなく、大崎平野は勿論、遠く栗駒、船形、蔵王、太平洋など360度が視界に入る。桜並木の延長は、約1.5㎞。夜間は時間を限定してライトアップされる。開催時期については桜の開花時期によって変動あり。

## 沿革
- 1982年（昭和57年） - 1,700本を超える桜を植栽。

## 所在地
- 宮城県大崎市田尻大沢字加護峯山178-1

## 関連施設
- 加護坊四季彩館
- 千本桜遊歩道
- 加護坊山自然公園

## 主催
- 加護坊桜まつり実行委員会

## 駐車場
- 無料 500台 24時間開放

## アクセス
- 東北自動車道古川ICから約30分
- JR東日本東北本線田尻駅から車で10分